# Kîselivka, Mena
Kîselivka (în ucraineană Киселівка) este localitatea de reședință a comunei Kîselivka din raionul Mena, regiunea Cernihiv, Ucraina.

## Demografie
Componența lingvistică a localității Kîselivka
     Ucraineană (97,07%)
     Rusă (2,22%)
     Alte limbi (0,24%)
Conform recensământului din 2001, majoritatea populației localității Kîselivka era vorbitoare de ucraineană (97,07%), existând în minoritate și vorbitori de rusă (2,22%).